# شون لامونت
شون لامونت (بالإنجليزية: Sean Lamont)‏ هو لاعب اتحاد الرغبي بريطاني، ولد في 15 يناير 1981 في بيرث في المملكة المتحدة.

## وصلات خارجية
- شون لامونت على موقع دوري الرغبي الممتاز (الإنجليزية)
- شون لامونت عل موقع إسبنسكروم (الإنجليزية)
- شون لامونت على موقع ItsRugby.co.uk (الإنجليزية)
- شون لامونت على موقع اتحاد ألعاب الكومنولث (مؤرشف) (الإنجليزية)
- شون لامونت على موقع اتحاد ألعاب الكومنولث (مؤرشف) (الإنجليزية)